# Самый невозможный способ лечь спать
«Самый невозможный способ лечь спать» (фр. Le déshabillage impossible) — немой короткометражный фильм Жоржа Мельеса, снятый в 1900 году. Премьера в США состоялась в 1903 году.

## Сюжет
Мужчина входит в гостиницу, в свой номер. Он снимает одежду и шляпу, вешает их на гвоздь, но тут же замечает, что одежда снова на нём. Он снимает пиджак во второй раз, но тот мгновенно возвращается. Он приходит в ярость. Чем быстрее он раздевается, тем быстрее его одежда возвращается на его тело. Он катается по полу, затем на кровати, и наконец с ним происходит эпилептический припадок.

## В ролях
- Жорж Мельес